# كونستانس مور
كونستانس مور (بالإنجليزية: Constance Moore)‏ هي مغنية وممثلة أمريكية، ولدت في 18 يناير 1920 في الولايات المتحدة، وتوفيت في 16 سبتمبر 2005 بلوس أنجلوس في الولايات المتحدة بسبب مرض. بدأت مشوارها المهني سنة 1937.

## وصلات خارجية
- كونستانس مور على موقع IMDb (الإنجليزية)
- كونستانس مور على موقع ألو سيني (الفرنسية)
- كونستانس مور على موقع أول موفي (الإنجليزية)
- كونستانس مور على موقع قاعدة بيانات برودواي على الإنترنت (الإنجليزية)
- كونستانس مور على موقع قاعدة بيانات الأفلام السويدية (السويدية)
- كونستانس مور على موقع إن إن دي بي (الإنجليزية)
- كونستانس مور على موقع ديسكوغز (الإنجليزية)
- كونستانس مور على موقع قاعدة بيانات الفيلم (الإنجليزية)
- كونستانس مور على موقع كينوبويسك (الروسية)